# Cascabela
Genre
Cascabela est un genre de plantes à fleurs dicotylédones de la famille des Apocynaceae, sous-famille des Rauvolfioideae, originaire d'Amérique tropicale, qui comprend cinq ou six espèces acceptées.
Certains taxinomistes le considèrent comme un synonyme du genre Thevetia.

## Étymologie
Le nom générique, Cascabela, est un terme d'origine espagnole qui signifie « petite cloche », en référence à la forme de la fleur. 

## Caractéristiques générales
Les plantes de ce genre sont des arbustes ou des arbres atteignant 8 mètres de haut. Les rameaux sont lisses et exsudent  un latex blanc. Les feuilles, disposées en spirale, sont simples, entières, linéaires-lancéolées, mesurant 6 à15 cm de long sur  4 à 7 mm de large, longuement acuminées, avec une nervation obscure et une texture coriace.
L'inflorescence est généralement une cyme pauciflore ou apparemment racémeuse. Les fleurs jaune crème ont des sépales libres ou presque et une corolle tubulaire-campanulée à hypocratériforme. Les anthères ne sont pas complètement agglutinées à la tête du style. L'ovaire est apocarpique.

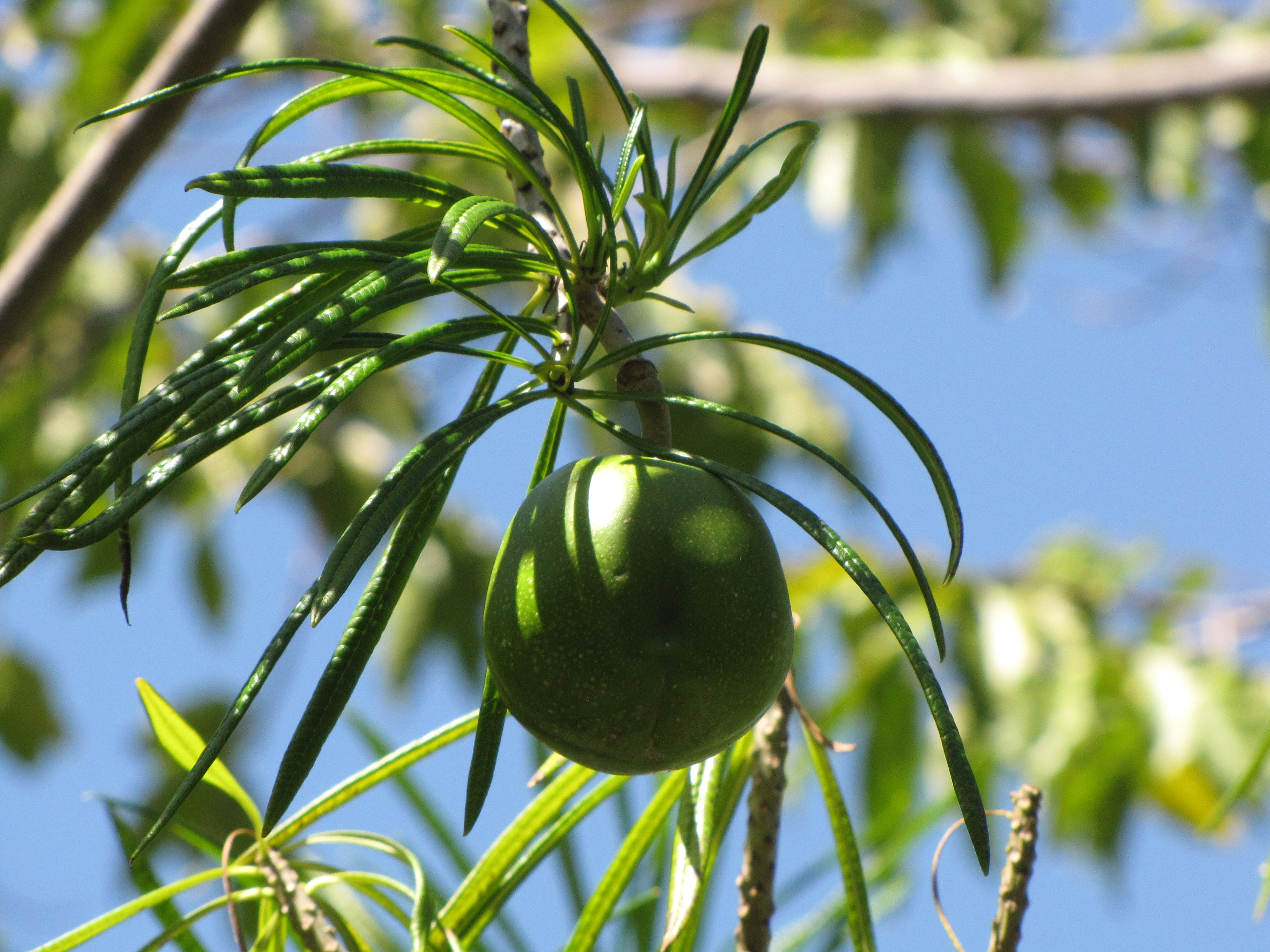
Cascabela thevetioides, Fruit.

Le fruit est une drupe noire subglobuleuse à pyriforme.  L'exocarpe très mince et le mésocarpe très charnu deviennent  noirs à maturité. L'endocarpe est un noyau très dur à l'état sec, mais perméable à l'eau. Complètement hydraté, il devient tendre et facile à percer, permettant la germination des graines. À l'intérieur, les placentas lignifiés forment une paroi séparant les deux loges. Ce fruit est très différent de celui des autres taxons de Plumerieae, qui sont des follicules, des capsules ou des samares.
Les graines, au nombre de quatre ou moins par fruit en raison de l'avortement, sont subglobuleuses à légèrement angulaires, avec une testa papyracée et une aile réminiscente et ﬁmbriée. 

## Distribution et habitat
Le genre Cascabela a une aire de répartition qui s'étend  du Nord du Mexique jusqu'à la Colombie et au Venezuela. Le Mexique constitue son principal centre de diversité, toutes les espèces étant recensées sur son territoire. Trois d'entre elles sont endémiques du Mexique  (Cascabela balsaensis, Cascabela pinifolia et Cascabela thevetioides). Au Mexique, le genre est présent aussi bien sur le versant Pacifique que sur le versant Atlantique, ainsi que dans les régions du centre et du Sud-Est. Deux espèces (Cascabela gaumeri et Cascabela ovata) ont une aire de répartition qui s'étend à l'Amérique centrale, et une seule (Cascabela thevetia) est présente en Amérique du Sud.

## Taxinomie
Le genre Cascabela a été décrit par Constantin Rafinesque  et publié en 1838 dans Sylva Telluriana.
La plus récente évaluation du genre Cascabela et des genres proches, réalisée en 2007 sur la base d'une analyse phylogénétique fondée sur des caractères morphologiques, conclut que Cascabela et Thevetia sont bien des genres distincts. D'autres auteurs continuent cependant à inclure Cascabela dans le genre Thevetia.
Une nouvelle espèce, Cascabela balsaensis, a été décrite en 2014 au Mexique. Elle est endémique du bassin de Balsas dans l'État de Michoacán,

### Synonymes
Selon Tropicos (6 novembre 2020) :
- Thevetia Adans.
  - Thevetia sect. Euthevetia K. Schum.
  - Thevetia sect. Yccotli Kuntze

### Liste d'espèces
Selon World Flora Online (WFO) (5 novembre 2020) :
- Cascabela balsaensis L.O.Alvarado & J.C.Soto (selon Plants of the World online (POWO) (5 novembre 2020)[10])
- Cascabela gaumeri (Hemsl.) Lippold (1980)
- Cascabela ovata (Cav.) Lippold (1980)
- Cascabela pinifolia (Standl. & Steyerm.) L.O.Alvarado & Ochot.-Booth (2007)
- Cascabela thevetia (L.) Lippold (1980)
- Cascabela thevetioides (Kunth) Lippold (1980

## Utilisation
Les espèces du genre Cascabela ont de longue date divers usages traditionnels.
Certaines espèces étaient déjà utilisées à l'époque préhispanique. On a par exemple, retrouvé dans les grottes de Coxcatlán (vallée de Tehuacán, Puebla), un endocarpe de Cascabela thevetia datant de plus de 10 000 ans, à côté d'autres plantes importantes comme le maïs ou le concombre 

### Plante ornementale
Certaines espèces sont cultivées comme plantes ornementales, notamment Cascabela thevetia qui est cultivée dans toutes les régions tropicales du monde. La floraison est permanente, tout au long de l'année en climat équatorial. L'attrait de ces plantes vient de leurs fleurs jaunes voyantes et odorantes, ce qui explique qu'elles sont tolérées dans les parcs et jardins publics malgré leur toxicité. 

### Plante médicinale
Les espèces du genre Cascabela sont considérées comme très toxiques. Elles produisent de nombreux métabolites secondaires, dont des glycosides de cardénolides, comme la cerbérine et la thévétine. 
Les feuilles, l'écorce et surtout les graines sont employés en médecine traditionnelle contre les maladies de peau, les infections dentaires ou les hémorroïdes. Les graines sont réputées toxiques et la consommation de quelques graines seulement peut être mortelle pour l'homme. 
Récemment, des extraits de certaines espèces ont été utilisés comme antibiotiques. Une étude récente (2016) a montré qu'un extrait de fleurs de Cascabela thevetia isolé avec de l'éthyl-acétate avait une activité antibiotique presque comparable à celles, respectivement, du chloramphénicol et du fluconazole contre, respectivement,  quatre souches bactériennes (Salmonella typhi, Escherichia coli, Enterococcus faecalis, Bacillus cereus) et deux souches fongiques (Curvularia lunata et Candida  albicans).

### Poison
Les feuilles, fruits et graines sont utilisés comme poison. 
Les noyaux, écrasés avec une solution savonneuse, sont utilisés comme insecticide de contact. L'écorce et les graines sont utilisées pour empoisonner les rats,.
Les graines de Cascabela thevetia ont été utilisées en Inde pour commettre des homicides et des suicides, et également comme poison d'ordalies.

### Autres usages
L'endocarpe sclérifié sert à  fabriquer des instruments de musique floklorique.
Le bois est blanc. Il est utilisé pour fabriquer des poignées d'outils, des poteaux de construction et des objets artisanaux.
On l'utilise aussi comme combustible.